# Saison 1 d'United States of Tara
Chronologie
Saison 2
Cet article présente le guide des épisodes de la première saison de la série télévisée américaine United States of Tara.

## Généralités
- Cette première saison est composée de 12 épisodes.
- Tara Gregson, mère de deux adolescents, souffre d'un trouble dissociatif de l'identité. Elle possède plusieurs personnalités différentes soit des « alter ego ». Lorsque Tara décide d'arrêter son traitement médical, ces différentes personnalités resurgissent : « T. », une adolescente de 16 ans; « Alice », la mère parfaite des années 1950 * « Buck », un vétéran du Viêt Nam pervers et alcoolique; « Gimme », un alter ego « animal », le « Dr Shoshana Schœnbaum », une psychologue hippie et « Cocotte » (Chicken en VO), Tara se retrouve de nouveau avec sa mentalité d'enfant de 5 ans.
Néanmoins, Tara peut compter sur le soutien de sa famille, son époux Max, et ses enfants Kate et Marshall. En revanche, sa sœur : Charmaine est beaucoup moins tolérante et la soupçonne même de simuler son état.
Au fur et à mesure du temps, Tara va découvrir également les raisons de son trouble, en cherchant dans sa mémoire les événements traumatisants de son enfance.

## Distribution de la saison

### Personnages réguliers
- Toni Collette (VF : Marjorie Frantz) : Tara Gregson
- John Corbett (VF : Maurice Decoster) : Max Gregson
- Brie Larson (VF : Elisabeth Ventura) : Kate Gregson
- Keir Gilchrist (VF : Dimitri Rougeul) : Marshall Gregson
- Rosemarie DeWitt (VF : Laura Préjean) : Charmaine Craine

### Personnages récurrents
- Patton Oswalt (VF : Daniel Lafourcade) : Neil Kowalski
- Fred Ward (VF : Jean Barney) : Frank Craine
- Shiloh Fernandez (VF : Donald Reignoux) : Benjamin Lambert
- Pamela Reed (VF : Marie-Martine) : Beverly Craine
- Matthew Del Negro (VF : Serge Faliu) : Nick Hurley
- Nathan Corddry (VF : Franck Lorrain) : Gene Stuart
- Andrew Lawrence (VF : Alexis Tomassian) : Jason
- Valerie Mahaffey (VF : Élisabeth Fargeot) : Dr Lilly Ocean
- Joel Gretsch (VF : Jérôme Rebbot) : Dr Holden
- Hayley McFarland (VF : Laetitia Coryn) : Petula
- Jessica St. Clair (VF : Rafaèle Moutier) : Tiffany

## Épisodes

### Épisode 1:Être ou Ne pas être Tara
- États-Unis : 18 janvier 2009 sur Showtime
- France : 13 mai 2010 sur Canal+
- Belgique : 18 juin 2010 sur Be Séries
- Suisse :

T. dit que Tara a joué les CSI (Les Experts) en fouillant dans le sac de Kate. En fouillant dans le placard, T. évoque également la saga Narnia.
Marshall écrit un exposé sur George Cukor.
T. et Max évoquent Lolita de Vladimir Nabokov. T. n'a vu que le film.
Marshall met du Thelonious Monk dans la chaîne hi-fi pour que les voisins n'entendent pas quand T. se défoule dans la cabane.
Marshall lit Sybil en buvant du Chai dans sa chambre. Il le cache de sa mère et pour cause : Cette biographie évoque une femme avec 16 personnalités. Dans la « cutscene » au champ de tir, Marshall lit La Vallée des poupées.
Cet épisode introduit le cast principal (Tara, Max, Kate, Charmaine et Marshall) ainsi que deux des « alter ego » de Tara : T. et Buck sur les quatre introduits dans la saison.

### Épisode 2:Réveil difficile
- États-Unis : 25 janvier 2009 sur Showtime
- France : 13 mai 2010 sur Canal+
- Belgique : 18 juin 2010 sur Be Séries
- Suisse :

Marshall a un poster de Le Cabinet du docteur Caligari. Sur son portable il regarde La boîte de Pandore datant de 1909.
Cet épisode introduit le générique, You'll be Fine de Tim Delaughter. Ce générique cite les noms de T., Buck et Tara mais pas celui d'Alice qui est introduite dans cet épisode.

### Épisode 3:Nouveau Travail
- États-Unis : 1er février 2009 sur Showtime
- France : 13 mai 2010 sur Canal+
- Belgique : 18 juin 2010 sur Be Séries
- Suisse :

### Épisode 4:Inspiration
- États-Unis : 8 février 2009 sur Showtime
- France : 20 mai 2010 sur Canal+
- Belgique : 25 juin 2010 sur Be Séries
- Suisse :

### Épisode 5:La Fête
- États-Unis : 15 février 2009 sur Showtime
- France : 20 mai 2010 sur Canal+
- Belgique : 25 juin 2010 sur Be Séries
- Suisse :

### Épisode 6:Transition
- États-Unis : 22 février 2009 sur Showtime
- France : 20 mai 2010 sur Canal+
- Belgique : 25 juin 2010 sur Be Séries
- Suisse :

On découvre le quatrième alter ego de Tara dans cet épisode même si on connaissait déjà plus ou moins son existence. Kate semble avoir de bons rapports avec ses grands parents, Max et Charmaine quelque plus querelleurs envers eux. Notez l'embarras constant de Marshall tout au long de l'épisode devant des grands-parents qui le couvent trop et qui semblent tout ignorer de ses penchants.

### Épisode 7:Altérations
- États-Unis : 1er mars 2009 sur Showtime
- France : 27 mai 2010 sur Canal+
- Belgique : 2 juillet 2010 sur Be Séries
- Suisse :

### Épisode 8:Abondance
- États-Unis : 8 mars 2009 sur Showtime
- France : 27 mai 2010 sur Canal+
- Belgique : 2 juillet 2010 sur Be Séries
- Suisse :

### Épisode 9:Possibilité
- États-Unis : 15 mars 2009 sur Showtime
- France : 27 mai 2010 sur Canal+
- Belgique : 2 juillet 2010 sur Be Séries
- Suisse :

### Épisode 10:Rupture de thérapie
- États-Unis : 22 mars 2009 sur Showtime
- France : 3 juin 2010 sur Canal+
- Belgique : 9 juillet 2010 sur Be Séries
- Suisse :

### Épisode 11:Cet hiver-là
- États-Unis : 29 mars 2009 sur Showtime
- France : 3 juin 2010 sur Canal+
- Belgique : 9 juillet 2010 sur Be Séries
- Suisse :

### Épisode 12:Miracle
- États-Unis : 5 avril 2009 sur Showtime
- France : 3 juin 2010 sur Canal+
- Belgique : 9 juillet 2010 sur Be Séries
- Suisse :